# Saara Hynninen
Saara Hynninen (* 9. September 1979) ist eine finnische Badmintonspielerin. 

## Karriere
Saara Hynninen gewann nach sechs nationalen Juniorentiteln 2005 ihren ersten Meistertitel bei den Erwachsenen in Finnland, wobei sie im Damendoppel mit Leena Löytömäki erfolgreich war. Weitere Titelgewinne folgten 2008, 2009 und 2011 im Damendoppel.

## Sportliche Erfolge
| Saison | Veranstaltung                                | Disziplin   | Platz | Name                             |
| ------ | -------------------------------------------- | ----------- | ----- | -------------------------------- |
| 1997   | Finnland: Einzelmeisterschaften der Junioren | Mixed       | 1     | Kasperi Salo / Saara Hynninen    |
| 1997   | Finnland: Einzelmeisterschaften der Junioren | Dameneinzel | 1     | Saara Hynninen                   |
| 1997   | Finnland: Einzelmeisterschaften der Junioren | Damendoppel | 1     | Saara Hynninen / Noora Virta     |
| 1998   | Finnland: Einzelmeisterschaften der Junioren | Mixed       | 1     | Kasperi Dalo / Saara Hynninen    |
| 1998   | Finnland: Einzelmeisterschaften der Junioren | Dameneinzel | 1     | Saara Hynninen                   |
| 1998   | Finnland: Einzelmeisterschaften der Junioren | Damendoppel | 1     | Saara Hynninen / Noora Virta     |
| 2005   | Finnland: Einzelmeisterschaften              | Damendoppel | 1     | Saara Hynninen / Leena Löytömäki |
| 2008   | Finnland: Einzelmeisterschaften              | Damendoppel | 1     | Saara Hynninen / Leena Löytömäki |
| 2009   | Finnland: Einzelmeisterschaften              | Damendoppel | 1     | Saara Hynninen / Leena Löytömäki |
| 2011   | Finnland: Einzelmeisterschaften              | Damendoppel | 1     | Saara Hynninen / Sanni Rautala   |